# 丁午
丁午（1931年—2011年），原名蹇人斌，貴州遵義人。中國漫畫家，被譽為"漫畫大王"。在人民美術出版社工作期間，曾主編《兒童漫畫》和《漫畫大王》。丁午著名連載作品有《熊猫小胖》、《小刺猬》等。2011年在北京去世。